# 島村喬
島村 喬（しまむら きょう、1913年2月28日 - 没年不詳)は、日本の作家・ノンフィクション作家。

## 人物・来歴
北海道出身。本名・百瀬三郎。東洋音楽学校声楽家中退。読売新聞記者。別筆名・島村道男。

## 著書
- 『オーロラの囚人』百瀬三郎 著. 日本週報社, 1958
- 『スパイ』百瀬三郎 著. 小壷天書房, 1959
- 『悪の比重』島村喬 著. 日本週報社, 1960
- 『銀座公爵』島村喬 著. 新流社, 1961
- 『赤い白夜 生死の極限におかれた人間の条件』 (ポイントブックス) 島村道男 著. 番町書房, 1963
- 『日銀ダイヤ略奪事件』新流社, 1963
- 『殺し屋』新流社, 1963
- 『二重国籍者』原書房・100冊選書 1967
- 『三千人の生体実験 関東軍謎の細菌秘密兵器研究所』 (原書房・100冊選書 1967
- 『赤坂の昼と夜』 (原書房・100冊選書 1967
- 『シベリアの女囚たち』宮川書房, 1967
- 『核兵器の恐怖 平和か、原子戦争か?』清風書房, 1968
- 『殺しの祭典』波書房, 1969
- 『聖戦 死者のための証言』新人物往来社, 1970
- 『日蓮とその弟子たち 不毛の現代に甦える感動のロマン』波書房, 1970
- 『ツンドラの娘たち』 (文華新書) 日本文華社, 1970
- 『飢餓の宴 異常体験戦記』 (文華新書) 日本文華社, 1970
- 『本土空襲』図書出版社, 1971
- 『東京裁判 秘録二重国籍者の悲劇』百瀬三郎 著. 番町書房, 1972
- 『毛沢東とその軍隊』仙石出版社, 1972
- 『秘録化石の兵隊 横井元伍長・極限の二十八年』番町書房, 1972
- 『北海の博徒』徳間書店, 1972
- 『馬賊無頼 徳光武久と満州』番町書房, 1973
- 『三、〇〇〇人の生体実験 日本軍「細菌部隊」の罪業』原書房, 1981.12
- 『東京裁判秘史 日系通訳官の凄絶な死』ゆまにて, 1983.9
- 『日本仏教の源流 仏教伝来から日蓮まで』波書房, 1984.9

共著
- 『実録・山河燃ゆ 日系通訳官・伊丹明の生涯』加瀬英明共著 ゆまにて出版, 1983.12